# Joe Smith (Fußballspieler, 1889)
Joseph „Joe“ Smith (* 25. Juni 1889 in Dudley; † 11. August 1971 in Blackpool) war ein englischer Fußballspieler und -trainer. Als Innenstürmer ist er insbesondere mit den Bolton Wanderers, wo er während seiner fast zwanzig Jahre währenden Zugehörigkeit Torschützenkönig in der First Division wurde, zum englischen Nationalspieler avancierte und als Mannschaftskapitän beim ersten Pokalsieg der Vereinsgeschichte agierte, und als Cheftrainer insbesondere mit dem FC Blackpool, wo er zwischen 1935 und 1958 tätig war und unter anderem ebenso einmal den FA Cup gewann sowie Vizemeister wurde, assoziiert.

## Sportlicher Werdegang

### Spielerkarriere
Smith wuchs in Newcastle-under-Lyme auf und nahm für die Newcastle Parish Schools an der Schülermeisterschaft teil. Schnell weckte er das Interesse verschiedener Klubs, er entschloss sich 1908 zum Wechsel zu den Bolton Wanderers. Mit dem Klub stieg er als Meister der Second Division am Ende der Spielzeit 1908/09 in die First Division auf, dabei war er jedoch nur einmal zum Einsatz gekommen. In der folgenden Erstligasaison bestritt er sechs Saisoneinsätze, als er mit der Mannschaft den Klassenerhalt verpasste. In der Zweitliga-Spielzeit 1910/11 etablierte er sich als Stammspieler in der Offensive, mit elf Saisontoren trug er zur mit dem Wiederaufstieg verbundenen Vizemeisterschaft hinter West Bromwich Albion bei. In der Spielzeit 1911/12 platzierte er sich mit 22 Treffern hinter den 25 Mal erfolgreichen Harry Hampton, George Holley und David McLean in der Torjägerliste, damit führte er den Aufsteiger zum vierten Tabellenplatz. Auch in den folgenden Jahren traf er zweistellig, so dass er in die englische Nationalmannschaft aufrückte. Am 15. Februar 1913 debütierte er bei der 1:2-Niederlage gegen Irland im Rahmen der British Home Championship 1912/13, 1914 kam er noch zu zwei Einsätzen und erzielte beim 2:0-Erfolg über Wales am 16. März des Jahres sein einziges Länderspieltor. In der Spielzeit 1914/15 erzielte er 29 Saisontore. Dennoch war der Klub in der Tabelle abgerutscht und schaffte mit zwei Punkten Vorsprung auf Schlusslicht Tottenham Hotspur den Klassenerhalt, ehe der Spielbetrieb im englischen Ligafußball aufgrund des Ersten Weltkriegs eingestellt wurde. Während der kriegsbedingten Pause kam er als Gastspieler des FC Chelsea und Port Vale zum Einsatz. Nach Wiederaufnahme des Spielbetriebs kehrte die von Charles Foweraker trainierte Mannschaft auch dank Smiths Torgefahr wieder in die Erfolgsspur zurück, bis 1920 kam er noch zu zwei weiteren Länderspieleinsätzen. Seine 38 Saisontore in der Spielzeit 1920/21 bedeuteten nicht nur einen Vereinsrekord, damit krönte er sich zum Torschützenkönig der englischen Meisterschaft und der Klub erreichte als Tabellendritter – mit sieben Punkten Rückstand auf Meister FC Burnley – das beste Ergebnis der Vereinsgeschichte. Im FA Cup 1922/23 führte er als Mannschaftskapitän die Mannschaft im Finale gegen West Ham United aufs Feld. Im ersten Endspiel des ältesten Pokalwettbewerbs der Welt im Wembley-Stadion erzielten David Jack und Namensvetter Jack Smith die Treffer zum 2:0-Endstand, damit holte der Klub seinen ersten nationalen Titel. Nachdem Jack zwischenzeitlich auch bester vereinsinterner Torschütze war, gelang im FA Cup 1925/26 unter Smith als Mannschaftskapitän erneut der Titelgewinn. Jacks Treffer reichte zum 1:0-Sieg über Manchester City.
Am 16. März 1927 verließ Smith nach 449 Ligaspielen und 254 Toren die Bolton Wanderers, am letzten Tag der Wechselperiode zog er für eine Ablösesumme von 1000 Pfund zum Drittligisten Stockport County. Da der Verein ihn jedoch zu spät registrierte, wurde der Klub mit einer Zahlung von 125 Pfund und einem Abzug von zwei Punkten bestraft. In der Drittliga-Saison 1927/28 erzielte er 38 Tore in 40 Ligaspielen. Zwar wurde er damit Torschützenkönig, als Tabellendritter verpasste der Klub jedoch die Rückkehr in die Zweitklassigkeit. In der folgenden Saison trug er mit 19 Toren zur Vizemeisterschaft hinter Bradford City bei, anschließend setzte ihn der Klub jedoch auf die Transferliste.
Im Juni 1929 schloss sich Smith für eine Spielzeit dem in der Lancashire Combination antretenden Manchester Central an, wo er auf seinen vormaligen Bolton-Wanderers-Vereinskameraden Frank Roberts traf. Zwischenzeitlich ohne Klub wurde er im September 1930 von dessen Ligarivalen FC Darwen verpflichtet, wo er bis Sommer 1931 als Mannschaftskapitän agierte und das Double aus Meisterschaft und Pokalsieg der Serie holte. Da der Klub keinen offiziellen Trainer angestellt hatte, wird er teilweise in den Statistiken als Spielertrainer geführt.

### Trainerkarriere
Smith beendete im Sommer 1931 seine aktive Laufbahn und übernahm den Cheftrainerposten beim FC Reading, der aus der Second Division abgestiegen war. Hinter dem FC Fulham verpasste er in der Drittliga-Spielzeit 1931/32 als Vizemeister den direkten Wiederaufstieg. Auch in den folgenden Jahren platzierte er sich mit dem Klub in den Top 4, in der Spielzeit 1934/35 gelang hinter Charlton Athletic erneut die Vizemeisterschaft. Anschließend trennte sich jedoch der Klub von ihm.
Im August 1935 übernahm Smith das Traineramt beim FC Blackpool, nachdem der Klub trotz hoher Investitionen in den Vorjahren den Aufstieg in die First Division verpasst und sich nach einem miserablen Start in die Zweitliga-Saison 1935/36 von Sandy MacFarlane getrennt hatte. In der Spielzeit 1936/37 führte er die Mannschaft zur Vizemeisterschaft hinter Leicester City und damit zum ersehnten Erstligaaufstieg. In den folgenden Jahren hielt er die Mannschaft in der höchsten Spielklasse, ehe der Spielbetrieb aufgrund des Zweiten Weltkriegs ausgesetzt wurde. Nach dem Krieg baute er eine Mannschaft mit dem sogenannten „M-Angriff“ um Stan Mortensen, Stanley Matthews und Jackie Mudie auf, die eine der erfolgreichsten Zeiten der Vereinsgeschichte prägen sollte. Im FA Cup 1947/48 erreichte der Klub erstmals ein nationales Endspiel, trotz zwischenzeitlicher 1:0- bzw. 2:1-Führungen durch Eddie Shimwell respektive Stan Mortensen ging das Endspiel gegen Manchester United mit 2:4 verloren. In der Spielzeit 1950/51 gelang als Tabellendritter das bis dato beste Ergebnis der Vereinsgeschichte, zudem stand der Klub im FA Cup 1950/51 erneut in Wembley. Dieses Mal blieb man ohne Torerfolg, Jackie Milburn per Doppelpack kurz nach der Pause entschied das Spiel zugunsten von Newcastle United. Im FA Cup 1952/53 erreichte die Mannschaft zum dritten Mal binnen kurzer Zeit das Endspiel. Smith war gegen seinen Ex-Klub Bolton Wanderers dieses Mal erfolgreich, als die Zuschauer sieben Treffer bestaunen konnten: der dreifach erfolgreiche Mortensen egalisierte kurz vor Spielende einen zwischenzeitlichen 1:3-Rückstand, ehe Bill Perry in der Nachspielzeit den 4:3-Endstand erzielte. In der Spielzeit 1955/56 führte Smith die Mannschaft als Vizemeister zur besten Ligaposition der Vereinsgeschichte, die von Matt Busby trainierte Meistermannschaft von Manchester United wies jedoch – bei der seinerzeit gültigen Zweipunkteregelung – elf Punkte Vorsprung auf. Der gesundheitlich angeschlagene Smith beendete nach einem siebten Platz am Ende der Spielzeit 1957/58 seine Trainerkarriere beim Klub, der den Ex-Spieler Ron Suart zu seinem Nachfolger kürte.

## Privatleben
Ab 1921 war Smith mit Priscilla verheiratet, die Hochzeit fand in der Kathedrale von Manchester statt.
Smiths im Ersten Weltkrieg gefallener älterer Bruder Philip Smith war ebenfalls Fußballprofi und stand unter anderem beim FC Chelsea, beim FC Burnley und Crewe Alexandra unter Vertrag. Letztere versuchten ihn 1908 zu verpflichten, als er sich für Bolton entschied.
Der FC Blackpool kaufte Smith zu dessen Abschied 1958 ein Haus, in dem er bis zu seinem Tod leben sollte.